# Mládežnická vesnice Ben Šemen
Mládežnická vesnice Ben Šemen (hebrejsky כפר הנוער בן שמן, Kfar ha-No'ar Ben Šemen, Ben Šemen - doslova „Syn oleje“, přeneseně „Úrodný“, v oficiálním přepisu do angličtiny Ben Shemen
) je vzdělávací komplex a obec v Izraeli, v Centrálním distriktu, v Oblastní radě Chevel Modi'in.

## Geografie
Leží v nadmořské výšce 70 metrů v hustě osídlené a zemědělsky intenzivně využívané pobřežní nížině, nedaleko od úpatí kopcovitých oblasti v předhůří Judeje a Samařska. Jižně od vesnice protéká Nachal Ajalon. Východně se rozkládá Benšemenský les - velká zalesněná plocha na svazích táhnoucích se k městu Modi'in.
Obec se nachází 20 kilometrů od břehu Středozemního moře, cca 20 kilometrů jihovýchodně od centra Tel Avivu, cca 35 kilometrů severozápadně od historického jádra Jeruzalému a 3 kilometry východně od města Lod. Leží v silně urbanizovaném území, na jihovýchodním okraji aglomerace Tel Avivu. 6 kilometrů severozápadním směrem od obce se rozkládá Ben Gurionovo mezinárodní letiště. Mládežnickou vesnici Ben Šemen obývají Židé, přičemž osídlení v tomto regionu je etnicky převážně židovské. Pouze ve městech Lod a Ramla ležících jihozápadně odtud je cca dvacetiprocentní menšina Arabů.
Mládežnická vesnice Ben Šemen je na dopravní síť napojena pomocí místní silnice číslo 443. Poblíž ní se kříží dva velké dálniční tahy: severojižní dálnicí číslo 6 (takzvaná Transizraelská dálnice) a dálnice číslo 1 z Tel Avivu do Jeruzalému. Související dálniční křižovatka patří k nejfrekventovanějším dopravním uzlům v zemi. Jižně od vesnice probíhá rovněž nový úsek železniční trati vedoucí z aglomerace Tel Avivu do města Modi'in-Makabim-Re'ut.

## Dějiny
Mládežnická vesnice Ben Šemen byla založena v roce 1921. Jméno vesnice je inspirováno citátem z biblické Knihy Izajáš 5,1 - „Můj milý měl vinici na úrodném svahu“
Již roku 1906 zde Nachum Wilbush otevřel podnik na zpracování olivového oleje. Tehdy se lokalita nazývala Chadid (podle nedalekého pahorku Tel Chadid a arabské vesnice al-Hadita, jež stála poblíž do roku 1948). Téhož roku tu z iniciativy sionistického hnutí Bilu vznikl ústav pro židovské sirotky z Ruska. Zanikl ale o rok později. Roku 1909 byla lokalita využita pro pobyt pracovního táboru, tedy kolektivu sionistických dobrovolníků, kteří v tomto regionu prováděli meliorační a zalesňovací práce. Roku 1908 totiž začala v tomto regionu výsadba Herzlova lesa - prvního novověkého plánovitého zalesňovacího díla v Palestině. Židovští dělníci původně protestovali proti najímání Arabů na tyto práce a pak dosáhli toho, že pracovní síly byly najímány výlučně z řad Židů.
Během první světové války byla lokalita opuštěna a znovu osídlena roku 1921. Opětovně byla opuštěna v letech 1922-1926, ale pak roku 1927 vznikla definitivně nynější mládežnická vesnice zaměřená na zemědělskou výuku.
O její zřízení se zasloužil zejména Siegfried Lehman. V následujících letech se stala jedním z hlavních centrech výuky a výcviku sionistických kádrů, kteří se uplatnili při zakládání zemědělských osad a následně i v politice. Mezi absolventy zemědělské školy v Ben Šemen patří například izraelský prezident Šim'on Peres nebo bývalá ministryně Šulamit Aloniová. Zároveň šlo o opěrný židovský bod v regionu na přístupech k Jeruzalému a v lednu 1940 byla mládežnická vesnice terčem britské razie, při které tu byly odhaleny tajné sklady zbraní Hagany. Bylo zatčeno jedenáct zdejších obyvatel včetně ředitele vesnice Siegfrieda Lehmana. Propuštěni byli v únoru 1941.
Po roce 1945 poskytl Ben Šemen útočiště židovské mládeži, která přežila holokaust, v 50. letech 20. století zde studovalo a žilo mnoho mladých Židů z řad přistěhovalců ze severní Afriky.
Podle plánu OSN na rozdělení Palestiny z roku 1947 měl být Ben Šemen zahrnut do arabského státu. Během války za nezávislost v roce 1948 byla obec několik měsíců obléhána Araby a izolována. Už 14. prosince 1947 Arabové napadli konvoj směřující do izolované mládežnické vesnice a zabili 14 Židů. Obléhání skončilo v létě roku 1948 během Operace Danny, při které Izraelci dobyli okolní region včetně města Lod.
Koncem 40. let měl Ben Šemen rozlohu katastrálního území 1 118 dunamů (1,118 kilometru čtverečního) a 71 obyvatel. V období po roce 1948 se v návaznosti na tento vzdělávací komplex zformovaly další dvě samostatné vesnice - Kerem Ben Šemen a mošav Ben Šemen.
Komplex sestává ze základní školy (tu využívají i děti z okolních vesnic), nižší střední školy a vyšší střední zemědělské školy s internátem. Škola má 820 žáků, z nichž 420 pobývá ve zdejším internátu.

## Demografie
Podle údajů z roku 2014 tvořili naprostou většinu obyvatel v mládežnické vesnici Ben Šemen Židé (včetně statistické kategorie "ostatní", která zahrnuje nearabské obyvatele židovského původu ale bez formální příslušnosti k židovskému náboženství).
K 31. prosinci 2014 zde žilo 609 lidí. Během roku 2014 populace stoupla o 8,2 %.
| Rok            | 1948 | 1961 | 1972 | 1983 | 1995 | 2001 | 2003 | 2004 | 2005 | 2006 | 2007 | 2008 | 2009 | 2010 | 2011 | 2012 | 2013 | 2014 |
| -------------- | ---- | ---- | ---- | ---- | ---- | ---- | ---- | ---- | ---- | ---- | ---- | ---- | ---- | ---- | ---- | ---- | ---- | ---- |
| Počet obyvatel | 127  | 649  | 679  | 1026 | 716  | 650  | 628  | 628  | 630  | 627  | 617  | 609  | 592  | 554  | 539  | 563  | 563  | 609  |